# Lichnanthe defuncta
Lichnanthe defuncta is een keversoort uit de familie Glaphyridae. De wetenschappelijke naam van de soort is voor het eerst geldig gepubliceerd in 1910 door Wickham.